# 哈伊姆·德吕克曼

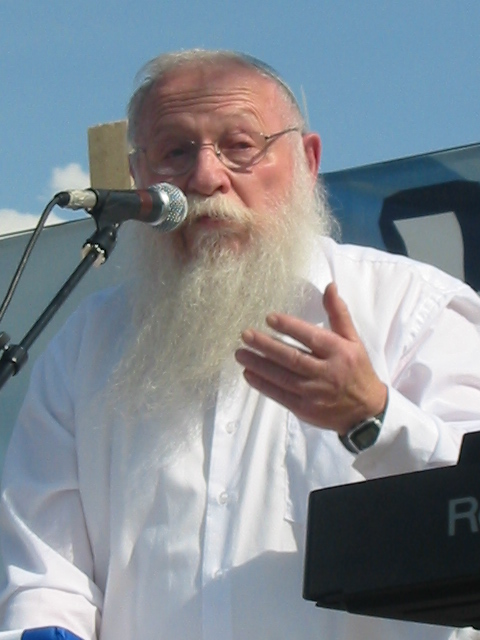
哈伊姆·德吕克曼

哈伊姆·德吕克曼（希伯來語：חיים דרוקמן，1932年11月15日—2022年12月25日），是以色列正统派拉比、政治人物。1977年，作为国家宗教党的提名人之一首次进入国会。1981年成为宗教事务部成员。1983年脱离国家宗教党，试图组建宗教锡安主义阵营，但被否决。为参加1984年的选举与亚伯拉罕·韦尔迪格组建莫拉沙党。1986年，回归国家宗教党。1990年至2008年，任转变状况管理局执行人。

### 註腳
1. ↑  Mergers and Splits Among Parliamentary Groups （页面存档备份，存于） Knesset website